# Adrianus Broekman
Adrianus Johannes Broekman (* 7. Juli 1724 in Rotterdam; † 28. November 1800 in Amsterdam) war von 1778 bis 1800 der dritte alt-katholische Bischof von Haarlem.
Nach dem Besuch des Priesterseminars in Amersfoort ab 1736 und seiner Priesterweihe am 28. Juli 1749 war er bis 1752 Pfarrer in Amsterdam, danach in Culemborg und von 1765 bis 1771/72 in Amersfoort, von 1765 bis 1778 auch Präsident des dortigen Priesterseminars. Er wurde am 1. März 1778 zum Bischof von Haarlem gewählt und empfing am 21. Juni 1778 durch Erzbischof Gualtherus Michael van Nieuwenhuizen die Bischofsweihe. Zugleich nahm er das Pfarramt an der Kirche St. Anna in Amsterdam wahr.